# 陰陽師0
『陰陽師0』（おんみょうじゼロ）は、2024年4月19日に公開された日本映画。脚本・監督は佐藤嗣麻子、主演は山﨑賢人。安倍晴明生誕1100年記念作品。
夢枕獏の小説シリーズ『陰陽師』を原作としているが、本作は夢枕の全面協力の元、晴明が陰陽師となる前の青年時代を完全オリジナルストーリーとして描いている。

## 制作背景
監督の佐藤と原作者の夢枕は40年前に日本SF大会の会場で知り合い、それ以降夢枕からサークルに誘われるようになった。その後も佐藤と夢枕の交流は続き、やがて夢枕から『陰陽師』の映像化を要望されるまでになる。夢枕との口約束から約35年を経た2015年より脚本の執筆を始めたが、美術や衣装など細部に至るまでの考証には一切手を抜くことはなかった。
映画制作で困難を極めたのが陰陽師が出入りする陰陽寮であったといい、平安時代の建物においては寺社仏閣以外は残されておらず、作りこむ必要があったといい、佐藤は「さらに夢の中にまで範囲が広がったため、ゼロから作り上げるのにとても苦労した」と語る。
佐藤によれば、本作の主演を務めた山﨑は「とても不思議な人」であったといい、「人間離れしている人なので安倍晴明にはとても向いていると思った。夢枕さんの原作でも晴明は美形として描かれているので、そういった面でも合っていると感じた」という。さらに「撮影中でも文句ひとつ、不平不満も一切言わない。とてもストイックな人」だと感じたという。さらに源博雅を演じた染谷将太については「晴明と博雅の友情関係については原作通り丁寧に描きたかった」ので山崎のキャスティングが決まった後すぐに出演を依頼したといい、難しい注文が好きという染谷に無理難題を与えたところ「とても的確に演じてくださった」という。
なお、アクションシーンについてはアクション監督を務めた園村健介がインスピレーションの題材として参考にしたのが羽生結弦であり、浮遊感のあるアクションが相応しいとのことで羽生にインスピレーションを得てアクションシーンを作っていったようだと佐藤は語っている。

## あらすじ
平安時代中期。平安京に住まう帝と少数の貴族が世を支配していたが、その政(まつりごと)は占いに左右されていた。大内裏に属する陰陽寮では日々、博士と呼ばれる上級の陰陽師らが占いによって呪いや祟(たたり)を祓い、陰陽師を目指す学生(がくしょう)たちを教育していた。
学生の一人である安倍晴明は資質に恵まれ、呪術が使えると噂されていたが、幼い頃に両親を目の前で殺され、殺人者の顔を思い出せずに苦しんでいた。ある日、軽薄な貴族たちに絡まれ、木の葉一枚でカエルを破裂させて見せる晴明。その様子を目撃した上級貴族の源博雅(みなもとのひろまさ)は、晴明に皇族の徽子(よしこ)女王の身に起きた怪異の解決を依頼した。カエルは殺しておらず、殺したと貴族たちに思い込ませた。その術を呪(しゅ)と呼ぶと説明する晴明。
徽子女王は博雅の従兄妹に当たり、2人はお互いに好きあっていたが、皇族の地位から降下して臣下となった博雅は「身分が違う」と遠慮し、決して気持ちを打ち明けなかった。清明と博雅に、琴が夜中に勝手に鳴り、金色の龍が見えると告白する徽子女王。夜中まで待って琴の音を聞いた晴明は、弦を共鳴させている振動の正体を「龍」だと見抜き、徽子女王の前で金色の龍を小瓶に封じて怪異を鎮めた。
陰陽寮で博士の下の身分である得業生(とくごうしょう)の泰家が自宅の井戸に落ちて死んだ。家から呪いの木簡が見つかり他殺と判明したが、陰陽師が呪い殺されては沽券に関わるため、自殺と発表する博士たち。呪った犯人を突き止めるために学生たちが動員され、事件を解決した者が次の得業生に抜擢されることになった。出世には興味がないが、試験だと命令されて捜査に乗り出す晴明。
死んだ泰家の家族は学生らの捜査に協力せず、家に入れようとしなかった。事件現場の井戸を見るために、身分の高い博雅を泰家の家に連れて行く晴明。井戸の周囲には泰家以外の足跡があり、毒を盛られて喉が乾いた泰家が水を飲みに井戸に来て突き落とされたと推理する晴明。貴族である自分を敬わない晴明に、なぜか共感し、捜査に付き合う博雅。
学生の貞文は百姓の出だが、陰陽師の最高位である蔵人所(くろうどどころ)陰陽師を目指し、45才になっても陰陽寮に在席していた。蔵人所陰陽師は帝の専属の陰陽師だが、現在は空位になっていた。出世するために必死で頭をひねり、学生全員の筆跡を調べて、呪いの木簡の文字が晴明のものだと言い立てる貞文。捕えられ、学生たちに尋問される晴明。筆跡を真似られたと主張した晴明は鐘の音を聞き、妙な違和感を覚えた。
内裏に博雅を呼び、徽子女王を後宮に迎えるための恋文を託す帝。断るわけにも行かずに恋文を届け、徽子女王の怒りを買う博雅。泣いて庭に走り出た徽子女王は、金色の龍に連れ去られた。馬で陰陽寮に晴明を迎えに行き、急を報せる博雅。学生たちを振り切って博雅と共に馬で走り去る晴明。
人けのない屋外に設えた舞台で「呪いの舞」を舞い、晴明や学生たちが無意識の世界で欲のままに殺し合うよう呪(しゅ)をかける「謎の男」。貞文と共に晴明を探していた学生たちは、得業生の地位を賭けて貞文と殺し合いを始めた。徽子女王を探すうちに博雅とはぐれ、かつて両親が殺された現場に迷い込む晴明。顔の見えない殺人者と遭遇して殺意に我を忘れ、怒りの炎に焼かれれば敵に魂を奪われるところだったが、博雅が吹く龍笛の音を聞いて晴明は正気を取り戻した。
自分たちが現実ではなく、無意識の世界に精神的に閉じ込められていることに気づく晴明。徽子女王と心で繋がるために、龍笛を吹く博雅。精神の世界で徽子女王と会った博雅は、好きだからこそ不幸な境遇には連れて行けないと心情を吐露した。博雅の深い愛を知り、幸せだと口づけして消える徽子女王。
精神世界で清明の傍らに戻る博雅。火を吹く火龍に攻撃され、術によって無人の平安京に移動する晴明。殺し合いで死んだ貞文らの化身である火龍に両手を焼かれた博雅は、楽を奏でられないとパニックに陥るが、信じろという晴明の言葉を受け入れて、心穏やかに眠りについた。都の下に存在する地底湖の具象化である水龍を召喚する晴明。現実世界の舞台で、架空のはずの水龍に襲われ、死ぬ「謎の男」。その正体は、陰陽寮のナンバー2であり、出世のために悪事に加担した天文博士だった。
陰陽寮で学生たちに尋問され、奇妙な鐘の音を聞いた場面に戻り、意識を取り戻す晴明。学生たちも皆、気絶していた。精神世界を体験したことで、晴明は両親を殺した男の顔を思い出していた。それは、現在の陰陽寮のトップである陰陽頭(おんみょうのかみ)の義輔だった。
帝専属の陰陽師の地位を狙う義輔は、占いで晴明がライバルであることを知り、徽子女王を利用して晴明に術をかけたのだった。晴明の父も優秀な陰陽師で邪魔だったが故に殺したと告白し、晴明の胸に短刀を突き立てる義輔。しかし、それは幻の晴明だった。内緒だが、自分は精神世界の物体を現実世界に持ち帰ることが出来ると告げ、憤死して怨霊となった菅原道真を召喚する晴明。晴明こそ異能を持つ「本物」の陰陽師だと悟り、道真の放った雷(いかずち)に打たれて死ぬ義輔。
徽子女王に帝の恋文を届けた場面に戻り、目覚める博雅。精神世界で博雅との繋がりが色恋を超えた深いものであることを知った徽子女王は、帝の後宮に上がることを承諾した。悲しいが、それが徽子女王の幸せだと納得する博雅。
陰陽頭と天文博士が亡くなり、帝の陰陽師の地位をオファーされる陰陽博士の賀茂忠行。だが、正しい人であり晴明の親代わりでもある忠行は、晴明を推挙した。自分が帝の陰陽師となったことも知らずに、博雅と酒を酌み交わす晴明。徽子女王の前に現れた金色の龍が、彼女の恋心の化身であったと語った晴明は、博雅の笛を所望して静かに聞き入った。

## 登場人物
安倍晴明（あべ の せいめい）
陰陽寮の学生。
賀茂忠行の弟子として陰陽寮に入寮したものの、陰陽師そのものに興味を抱いておらず、授業も真剣に受けようとしない。
源博雅（みなもと の ひろまさ）
醍醐天皇の孫。
雅楽家として高名であり、龍笛や琵琶を始めとする和楽器を自在に弾きこなす。
徽子女王（よしこじょおう）
醍醐天皇の皇孫。
10歳の頃より務めてきた伊勢神宮の斎宮を退いた後、京に戻る。従兄弟である博雅を慕っている。
平郡貞文（へぐり の さだふみ）
陰陽寮の学生。
農家生まれの45歳で、故郷に残してきた母を助けるために帝の陰陽師となるべく得業生を目指している。
橘泰家（たちばな の やすいえ）
陰陽寮の学生。
成績優秀な得業生ではあるが、上から目線の傲慢な性格の持ち主。
帝（みかど）
醍醐天皇の第十四皇子。
兄の朱雀天皇崩御後に村上天皇（むらかみてんのう）として即位。従兄弟の博雅から龍笛を教わっている。
葛木茂経
暦博士。陰陽寮では五行についての授業などを受け持っている。
賀茂忠行（かも の ただゆき）
陰陽博士。
暦家としても名高く、陰陽寮では教師として陰陽道を教えている。また、両親を亡くした晴明の育ての親でもあり、出世欲が見られない彼の身を案じている。
惟宗是邦（これむね の これくに）
天文博士。
天文や陰陽道としての心得を教える天文道の専門家。
藤原義輔（ふじわら の よしすけ）
陰陽寮のトップである陰陽頭であり、帝の陰陽師「蔵人所陰陽師」に最も近いとされる陰陽師。

## キャスト
- 安倍晴明：山﨑賢人
- 源博雅：染谷将太[2][3]
- 徽子女王：奈緒[2][3]
- 橘泰家：村上虹郎[2][3]
- 帝：板垣李光人[2][3]
- 丈部兼茂：桐山漣
- 小野春光：石田法嗣
- 佐伯義忠：高橋里恩
- 暦博士・葛木茂経：嶋田久作
- 寛朝：眞島秀和
- 小槻薫子：筒井真理子
- 使用人：吹越満
- 左大臣：山崎一
- 公達：賀屋壮也（かが屋）、浦井のりひろ（男性ブランコ）、平井まさあき（男性ブランコ）
- 漏刻博士：福田裕也
- 陰陽師：島崎義久、あらいはんぱ、歌川貴賀志、伊藤雄太、宇賀神亮介、奥津裕也
- 学生：市原朋彦、高品雄基、杉本泰郷、倉冨なおと、伸哉、颯駿介、松村陸斗、葉山侑樹、宮本龍之介、田中尚樹、佐藤岳人、鳥居功太郎、井上雄太、河村晃太郎、平良太宣、小結湊仁、宮澤佑、若尾颯太、後藤田しゅんすけ
- 陰陽博士・賀茂忠行：國村隼[2][3]
- 幼い徽子：木村日鞠
- 右大臣：蔵原健
- 僧侶：中台あきお
- 案内人：細谷雅幸
- 徽子の女房：笠島智、島津尋、松本享子、小池まり
- 帝の女宮：飛香まい、青島心、黒澤はるか、竹田有美香、溝口奈菜、菅井知美、河原あずさ
- ナレーション：津田健次郎
- 平郡貞文：安藤政信[2][3]
- 天文博士・惟宗是邦：北村一輝[2][3]
- 陰陽頭・藤原義輔：小林薫[2][3]

## スタッフ
- 原作：夢枕獏『陰陽師』シリーズ（文藝春秋）
- 脚本・監督：佐藤嗣麻子
- 音楽：佐藤直紀
- 主題歌：BUMP OF CHICKEN「邂逅」（TOY'S FACTORY）[6]
- 製作：山田邦雄、木下直哉、飯窪成幸、長瀬俊二郎
- 企画：濱名一哉
- エグゼクティブプロデューサー：関口大輔
- プロデューサー：守屋圭一郎
- 協力プロデューサー：高橋雅美
- 撮影：佐光朗（J.S.C.）
- 照明：加瀬弘行
- 美術：林田裕至、愛甲悦子
- 録音：猪股正幸
- 衣装デザイン：伊藤佐智子
- ヘアメイクプランナー：新井健生
- かつら：濱中尋吉
- 編集：穗垣順之助
- VFXプロデューサー：井上浩正
- VFXスーパーバイザー：吉田裕行
- サウンドデザイン：柴崎憲治
- 整音：阿部茂
- スクリプター：巻口恵美
- 装飾：松下利秀
- 装置設計：郡司英雄
- Bキャメラ / STEADICAM：岩見周平（J.S.C.）
- アクション監督：園村健介
- 監督補：山本透
- 助監督：サノキング
- 制作担当：相川真範、栗林直人、今井聖
- キャスティング：梅本竜矢
- ラインプロデューサー：森太郎
- 特殊メイクデザイン・特殊造形：藤原カクセイ
- アクションコーディネーター：川本直弘
- 時代考証：繁田信一
- 呪術監修：加門七海
- 所作指導：花柳錦翠美
- カラリスト：石山将弘
- 宣伝統括：廣村織香
- 宣伝プロデューサー：峰岸美加
- 制作プロダクション：ROBOT
- 配給：ワーナー・ブラザース映画
- 製作幹事：ワーナー・ブラザース映画、木下グループ
- 製作：映画「陰陽師0」製作委員会（ワーナー・ブラザース映画、木下グループ、文藝春秋、ROBOT）

## 興行収入
2024年4月22日に発表された週末興行成績ランキングでは、動員18万7000人・興収2億5500万円を記録して初登場第3位にランクインした。さらに同年5月19日には、動員74万人・興行収入が10億円を突破した。

## 関連書籍
映画ノベライズ 陰陽師0
著：前川奈緒（原作：夢枕獏、映画脚本：佐藤嗣麻子） 文春文庫 2024年4月9日発売 ISBN 978-4-16-792201-6
映画ビジュアルブック「陰陽師0」の世界
文藝春秋 2024年4月19日発売 ISBN 978-4-16-391834-1
夢枕獏による『陰陽師』のエピソード「菓子女仙」（初出「オール讀物」2024年1月号）を収録。